# 오그냔 게르지코프
오그냔 스테파노프 게르지코프(불가리아어: Огнян Стефанов Герджиков, 1946년 3월 19일 ~)는 불가리아의 정치인, 법학자이다. 보이코 보리소프 총리 사임과 불가리아 정당의 정부 구성 실패 이후, 2017년 1월부터 2017년 5월까지 불가리아 임시 총리로 재직했다.

## 생애
게르지코프는 1979년 소피아 대학교를 졸업하고 법학 교수로 경력을 시작했다. 1994년부터 법학 교수로 재직하고 있다.
2001년 7월부터 2005년 2월까지 불가리아 의회의장을 지냈으며, 안정과 진보를 위한 국민 운동 (NDSV) 에 소속되어 있는 동안 의회의원을 두 번 역임했다.
게르지코프는 게오르기 퍼르파노프 전 불가리아 대통령에게서 불가리아의 권위 있는 훈장인 스타라 플라니나 훈장을 수여 받았다.

## 개인사
게르지코프는 모국어인 불가리아어 외에 독일어와 러시아어에도 능통하다. 게르지코프는 결혼했으며 자식이 한 명이 있다.